# 綜合型高級中等學校
綜合型高級中等學校（英語：Comprehensive High School, CHS，簡稱：綜合高級中學、綜合高中、綜高）是臺灣中等教育的學制，結合了普通型高級中等學校與技術型高級中等學校之課程，綜合型高級中學會同時開設若干學程，增進學生職業試探機會，協助學生適性發展，同時提供彈性課程，適應學生延遲分化或加廣選修需要。學生在高一學習共同課程，並進行生涯探索及職業試探，從而進行分流，選擇學程；高二、高三則學習共同科目及專精課程，期待學生能適性學習，發掘自己的興趣。然而因為制度設計與實際成果不如學生、家長期待，自2010年起，全台已有許多高中職學校陸續選擇停辦，回歸傳統的普通型高中或技術型高中學制。

## 簡介
綜合高中於85學年度由全國18所高中職參與試辦，輔導學生依據能力、興趣、性向，選修彈性多樣的學術課程及職業類課程的高級中等學校。
綜合高中兼具高中與高職雙重特質。學生第一年，以就讀普通科課程為主，並有職業試探之課程，二年級再依據自己的學習成就、能力、興趣選擇高中升學目標（學術學程）或高職升學目標（專門學程），透過課程選修，實現自己的理想。
綜合高中採學年學分制，學生修滿160學分，必修科目不論學術學程或職業學程學生皆須全部及格即可畢業，不及格的科目如為必修，可利用空堂或寒、暑假重修；如為選修，除重修外，亦可放棄該學分，另外選讀其他科目。另為培養專業技術的核心能力，專門學程設核心科目，屬校訂選修科目範圍，規劃26至30學分做為該學程之核心科目，修畢單一學程核心科目，可於畢業證書加註該生所修讀之學程。

### 學術學程
學生自分流後，高二課程與普通型高級中等學校相近，分為社會學程（即升大學就讀文法商等系組的第一類組）和自然學程（即升大學就讀理工醫農等系組的第二、三類組）。升學進路係以大學為主。

### 專門（職業）學程
學生自分流後，高二課程與技術型高級中等學校相近，著重專業知識與技能，並分為各類群，各校依自校特色與專業開設。升學進路係以科技大學、技術學院、二年制專科學校或就業為主。

## 綜合高中特色
- 學生可依個人目標，報考大學學測、四技二專統測、大學指考，並參加大學申請入學、甄選入學或參加四技科大申請入學、四技二專推薦甄選、技優保甄、登記分發或直接就業。
- 課程規劃上，綜合高中有較高比例的選修課課程。
- 學生可依性向、興趣，自由選修各學程課程，可跨學程（科）、跨年級選課或轉學程。
- 經試探課程後，可選修符合興趣的課程學習。

## 入學方式
國民中學畢業生參加國中教育會考後，依興趣、性向，透過多元入學管道，選擇普通型高級中等學校、技術型高級中等學校、綜合型高級中等學校等學制就讀。

## 綜合高中制度退場
在學生人數部分，依據教育部統計數字，綜合高中曾在2008年達到巔峰，有超過10萬名學生就讀，但受少子化衝擊，加上熱度退燒，2016年僅剩5萬名，比起其他學制減少幅度更快。近年來逐漸有許多中等學校停止綜合高中招生，在不影響且兼顧在學學生權益下，停招後兩年裁撤綜合高中學制。
2004年全台共有155所高職設有綜合高中部，2019年只剩下61所，2022年綜合高中學制已降至50所學校。

## 反面意見
綜合高中制度，原本期待就讀學生的升學之路更寬廣，可任選高中與高職升學管道，但因學生需花較多時間進行生涯探索，高二才確定志向，比其他學制時間晚，但和普通高中、技術型高中學生一樣，要面臨相同份量的課程、訓練及檢定考試，升學就業時反而變成弱勢。與技術型高中學生相比，少了一年的培訓與操作，考取證照的難度也更高。與普通高中的學生競爭課業成績，常常遇到準備時間較短，較難考上理想的學校或科系。實施幾年下來，學生及家長看不見成效，不再是熱門選項，選擇就讀綜合高中的學生人數生也逐漸下降，學校間也開始出現廢止綜合高中推行的聲音。

## 法規
- 高級中等教育法 （页面存档备份，存于）
- 十二年國民基本教育

## 外部連結
- 綜合型高級中等學校中心 - 首頁 （页面存档备份，存于）
- 綜合高中中心學校 （页面存档备份，存于）
- 教育部綜合高中資訊網‧綜合高中中心學校 （页面存档备份，存于）